# Teppo Kivelä
Teppo Kivelä (* 8. Oktober 1967 in Espoo) ist ein ehemaliger finnischer Eishockeyspieler und derzeitiger -trainer, der in seiner aktiven Zeit von 1984 bis 2002 unter anderem für Jokerit Helsinki, HPK Hämeenlinna, HIFK Helsinki und Ässät Pori in der SM-liiga gespielt hat. Von 2020 bis November 2023 war er Cheftrainer beim EHC Winterthur aus der Swiss League.

## Spielerkarriere
Teppo Kivelä begann seine Karriere als Eishockeyspieler bei Jokerit Helsinki, für die er von 1984 bis 1986 in der SM-liiga aktiv war. Anschließend wechselte er zu HPK Hämeenlinna in die zweitklassige I divisioona, mit denen ihm in der Saison 1987/88 der Aufstieg in die SM-liiga gelang. In dieser war sein größter Erfolg mit seiner Mannschaft das Erreichen des dritten Platzes in der Saison 1990/91. In dieser wurde der Angreifer zudem in das All-Star-Team der höchsten finnischen Spielklasse gewählt und erhielt mit 73 Punkten in der Hauptrunde die Auszeichnung als Topscorer. Im Sommer 1992 unterschrieb der Junioren-Weltmeister von 1987 bei HIFK Helsinki, für die er ebenso zwei Spielzeiten lang auf dem Eis stand wie anschließend für deren Ligarivalen Ässät Pori.
Im Sommer 1996 wechselte Kivelä erstmals ins europäische Ausland, als er von Brynäs IF aus der schwedischen Elitserien verpflichtet wurde. Mit seiner neuen Mannschaft gewann er 1999 die nationale Meisterschaft. Nach diesem Erfolg verließ der Linksschütze das Team und unterschrieb beim HC Milano Vipers aus der italienischen Serie A. Die Lombarden verließ der Finne nach einer Spielzeit wieder und nahm ein Vertragsangebot der Herning Blue Fox aus der dänischen AL-Bank Ligaen an, mit denen er in der Saison 2000/01 Meister wurde. Ein Jahr später beendete der Center in Dänemark seine aktive Laufbahn.

### International
Für Finnland nahm Kivelä an den U20-Junioren-Weltmeisterschaften 1986 und 1987 sowie der Weltmeisterschaft 1991 teil.

## Trainerkarriere
Bevor Kivelä 2009 nach Bruneck zum HC Pustertal kam, machte er die Ausbildung zum Trainer. In Finnland arbeitete der Familienvater für die Eishockeyschule in seiner Heimatstadt Hämeenlinna und war Headcoach der dortigen U20-Spitzenmannschaft. Im Januar 2013 übernahm er den Cheftrainerposten beim italienischen Zweitligisten HC Neumarkt Wild Goose aus der italienischen Serie A2 tätig und gewann mit den Südtirolern 2014 die INL, eine ehemalige internationale Liga mit (zweitklassigen) Teams aus Österreich, Italien und Slowenien.
Zwischen 2015 und Dezember 2016 war er Assistenztrainer bei den EC Graz 99ers, zudem arbeitet er als Co-Trainer der italienischen Nationalmannschaft und nahm mit dieser an der Eishockey-Weltmeisterschaft der Herren 2017 teil. Zwischen 2017 und 2020 arbeitete er als Cheftrainer des SHC Fassa aus der Alps Hockey League, einer Nachfolgeliga der INL.
Ab 2020 war Kivelä Cheftrainer beim EHC Winterthur aus der Swiss League. Im November 2023 wurde er dort jedoch entlassen. 
Im April 2024 wurde bekannt gegeben, dass Kivelä sich per Zweijahresvertrag als Cheftrainer des italienischen Alps-Hockey-League-Klubs HC Gherdëina verpflichtet hat.

## Erfolge und Auszeichnungen
| - 1987 Goldmedaille bei der U20-Junioren-Weltmeisterschaft - 1987 Second All-Star-Team der U20-Junioren-Weltmeisterschaft - 1988 Aufstieg in die SM-liiga mit HPK Hämeenlinna - 1991 Topscorer der SM-liiga - 1991 SM-liiga All-Star-Team | - 1999 Schwedischer Meister mit Brynäs IF - 2001 Dänischer Meister mit den Herning Blue Fox - 2011 Siegertrainer Coppa Italia mit dem HC Pustertal - 2011 Vizemeister der Serie A1 mit dem HC Pustertal |